# عبد العزيز المبارك
عبد العزيز المبارك (1951 - 9 فبراير 2020) مطرب سوداني من الجيل الثاني في فن الحقيبة الحديث والذي شارك في العديد من المهرجانات في أوروبا الغربية وسجل فيها ألبوماته.

## الميلاد والنشأة
ولد عبد العزيز في عام 1951 في حي العشير بمدينة ود مدني بولاية الجزيرة في وسط السودان وفيها ترعرع. ووالده هو المبارك حامد الحبر الذي ترجع جذوره إلى مدينة العيلفون القريبة من العاصمة الخرطوم وكان يعمل في التجارة بمدينة المناقل. ووالدته هي الحاجة آمنة بنت القطيرة. تزوج عبد العزيز أولا من الأستاذة منى خضر المحامية وانفصلا ليتزوج ثانية بالسيدة مها عبد القادر عثمان. وله بنتان توأم هما منية وأمل.

## التعليم والعمل
تلقى المبارك تعليمه في المراحل كلها من المرحلة الأولية وحتى الثانوية في مسقط رأسه بمدينة ود مدني. والتحق لاحقا بعد عدة سنوات معهد الموسيقى والمسرح (جامعة السودان حاليا) السوداني حيث درس ولمدة ثلاث سنوات مادتي الصوت والبيانو. وكانت بدايات عمله المهني بوزارة الثقافة والإعلام في ود مدني قبل أن يهاجر للعمل إلى مدينة جدة بالمملكة العربية السعودية لمدة عشر سنوات.

## مشواره الفني
أبدى عبد العزيز اهتماما بالموسيقى وفن الغناء منذ سنوات صباه بالمدرسة فقد أشتهر آنذاك بتلحين الأناشيد المدرسية كما وكان يطلب منه الغناء أثناء مناسبات الأفراح التي كانت تقام في الحي الذي يقطنه. وتعلم عبد العزيز العزف على آلة العود على يد الفنان علي السقيد الذي كان صديقه وزميل دراسته. وبدأ نشاطه الفني بتقليد فنانين كبار منهم عثمان حسين، وعبد الكريم الكابلي، ومحمد وردي والطيب عبدالله، وثنائي العاصمة، وعبد العزيز محمد داؤود، وزيدان إبراهيم. وكان كذلك كثير الاستماع إلى المدائح النبوية والأناشيد الدينية حيث كان والده من شيوخ الطائفية الختمية.
وبتشجيع من أصدقائه وأقاربه خاصة شقيقه أحمد المبارك سافر إلى الخرطوم لتطوير موهبته الغنائية وتقديم نفسه إلى الإذاعة السودانية لجنة النصوص بالإذاعة السودانية في أم درمان بأغنية «ليه يا قلبي ليه» التي لاقت فيما بعد رواجا، إلا أن اللجنة لم تجز كلمات الأغنية مع اقتناعها بجمال صوته ونجح عبد العزيز في المحاولة الثانية في اجتياز اختبار لجنة النصوص التي كانت تضم في عضويتها الموسيقار برعي محمد دفع الله وعلاء الدين حمزة وإبراهيم الصلحي، حيث قدم أغنية للفنان التاج مكي. وتم اعتماده مطربا وملحنا بالإذاعة السودانية في أم درمان في أغسطس / آب 1974.
ولاقى عبد العزيز في بدايات مشواره تعاونا من بعض الغانين الذين سبقوه في الساحة الغنية السودانية فقدم له الفنان الطيب عبد الله أغنية «طريق الشوق» كهدية وهي من كلماته وألحانه، كما أهداه ثنائي العاصمة أغنية «ليه يا قلبي ليه» من كلمات الدكتور علي شبيكة وألحان السني الضوي.

## ألبوماته
صدرت له أسطوانة من إنتاج شركة وورلد سيركيت (بالإنجليزية: World Circuit)‏ في عام 1985 وقرص مدمج من إنتاج شركة جلوبوستايل ريكوردز (بالإنجليزية: GlobeStyle Records)‏ في عام 1987 تحتويان على 60 أغنية بعنوان «من أعماق القلب مباشرة» (بالإنجليزية: Straight From the Heart)‏ وأسطوانة أخرى مشتركة مع كل من الفنانين عبد القادر سالم ومحمد جبارة بعنوان «أصوات السودان» (بالإنجليزية: Sudan Sounds)‏، مما أدى إلى انتشار أغنياته في عدد كبير من الدول مثل الولايات المتحدة الأمريكية، واليابان، وكندا، وهولندا، وبلجيكا، وألمانيا وغيرها من البلدان الأوروبية. كذلك سجل العديد من أغنياته أثناء وجوده في مدينة جدة بالمملكة العربية السعودية وذلك بالتعاون مع شركة فرسان بمدينة جدة.

## لونية أغانيه
قدم عبد العزيز السواد الأعظم من أغانية باللهجةالعربية السودانية ولكنه تغنى أيضا بقصائد عربية فصحى منها قصيدة «لا تدعني» للأمير عبد الله الفيصل والتي وضع الحانها الموسيقار بشير عباس وقصيدة الموسيقى العمياء. ويمتاز صوت عبد العزيز المبارك بالعمق ويصنف علميا ضمن فصيلة الاصوات البشرية الحادة التي تعرف بالتينور. وتسيطر على أغانيه إيقاعات الطرب الراقصة.

## تكريمه
أقامت له مؤسسة أروقة للثقافة والفنون والعلوم حفل تكريم على شرفه في قاعة اسبارك سيتي بالخرطوم.

## رحلاته إلى الخارج
اشتهر عبد العزيز المبارك بجولاته وحفلاته الغنائية ومشاركته في المهرجانات الموسيقية على اختلاف أنواعها خارج السودان خاصة في القارة الأوروبية وكانت أول رحلة فنية له خارج السودان إلى رومانيا في عام 1976، وبعدها توالت الرحلات فقام بإحياء حفلات في اإنجلترا، وإيطاليا، وفرنسا، وألمانيا، وهولندا. وأجريت معه وسائل الإعلام في تلك البلدان مقايلات فنية أدى فيها نماذج من أغنياته مثل هيئة الإذاعة البريطانية القسم الإنجليزي، في لندن الذي بث أغنية «أحلى عيون بنريدها».
كذلك شارك في مهرجانات سباقات غنائية منها مهرجان بانجلترا في عام 1988م، وضم أكثر من أربعين فرقة من مختلف أنحاء العالم حيث حاز
على المرتبة الأولى.